# Rob de Wit
Robert Hubert Maria de Wit známý jako Rob de Wit (* 8. září 1963, Utrecht, Nizozemsko) je bývalý nizozemský fotbalový záložník a reprezentant. Část své kariéry strávil v nizozemském klubu AFC Ajax, s nímž získal titul v Eredivisie i nizozemském poháru.

## Klubová kariéra
Na seniorské úrovni hrál pouze za dva nizozemské kluby FC Utrecht (1982–1984) a AFC Ajax (1984–1986). V létě 1986 musel ukončit kariéru kvůli zdravotním problémům – krvácení do mozku (přihodilo se mu na dovolené ve Španělsku). Zpočátku se situace nejevila vážnou, spoluhráči z Ajaxu mu dokonce poslali do nemocnice zprávu ve znění: „Nevěděli jsme, že máš mozek.“ Záhy se ukázalo, že na vrcholové úrovni již ve fotbale nemůže pokračovat.

## Reprezentační kariéra
Zúčastnil se Mistrovství světa hráčů do 20 let 1983 v Mexiku, kde byli mladí Nizozemci vyřazeni ve čtvrtfinále svými vrstevníky z Argentiny (prohra 1:2).
V A-mužstvu Nizozemska debutoval 1. 5. 1985 v kvalifikačním utkání v Rotterdamu proti týmu Rakouska (remíza 1:1).
Celkem odehrál v letech 1985–1986 v nizozemském národním A-mužstvu 8 zápasů a vstřelil 3 góly.